# Kiwi Soccers
Kiwi Soccers là một câu lạc bộ bóng đá Samoa thuộc Mỹ đang thi đấu tại Giải bóng đá vô địch quốc gia Samoa thuộc Mỹ, cấp độ cao nhất của Bóng đá Samoa thuộc Mỹ.

## Thành tích giải đấu

### 2010
Câu lạc bộ lần đầu tiên tham gia Giải bóng đá vô địch quốc gia Samoa thuộc Mỹ ở mùa giải 2010, xếp thứ 3 bảng A và giành quyền vào vòng đấu loại trực tiếp. Ở vòng sơ loại, họ đánh bại Ilaoa and Toomata 1-0 và thất bại 0-3 trước Fagasa Youth trong trận Tứ kết.

### 2011
Câu lạc bộ xếp thứ 4 bảng A mùa giải 2011 và không được vào vòng đấu loại trực tiếp.

### 2012
Câu lạc bộ xếp cuối ở Hạng 1 mùa giải 2012 và phải thi đấu trận play-off xuống hạng để tránh xuống chơi ở Hạng 2.

## Đội bóng nữ
Câu lạc bộ cũng có một đội bóng nữ.